# Sankt Nicolai Kirke (Skælskør)
 Der er for få eller ingen kildehenvisninger i denne artikel, hvilket er et problem. Du kan hjælpe ved at angive troværdige kilder til de påstande, som fremføres i artiklen.

 For alternative betydninger, se Sankt Nicolai Kirke. (Se også artikler, som begynder med Sankt Nicolai Kirke)
Sankt Nicolai Kirke ligger i Skælskør. Kirken menes at være opført i Valdemar Sejrs tid. I daglig tale hedder kirken blot Skælskør Kirke, da der ikke er andre kirker i byen. 
I den katolske tid var den forsynet med et spir og hed Sct. Nicolaj.
Byen var en overfartsby og havde overfartssted til Fyn og man mente at helgenen Sct. Nicolaus beskyttede søfolket.
Kirkeskibet "Sct. Nicolaus" blev ophængt i kirken palmesøndag 1855 og er forfærdiget af skipper Rasmus Hansen.
Skib, kor og apsis er opført i begyndelsen af 1200-tallet, mens at sakristi, de to kapeller, våbenhus og vesttårnet med de to sideskibe er opført ca. 1500. Kirken har tre klokker, to middelalderklokker, den ene fra 1516, støbt af Johannes Fastenowe, den anden fra 1520 støbt af Laurids Hansen. Den tredje klokke er støbt i 1562 af Martin Heuwin. I kirken findes rester af kalkmalerier fra ca. 1300, og fra samme periode er døbefonten af Gotlandsk sandsten.
Altertavlen er fra ca. 1475, restaureret i 1849; den har to alterstager fra senmiddelalder. Prædikestolen er fra omkring 1630.
I kirken og på kirkegården findes en hel del gamle gravsten.
På det sydøstlige hjørne af kirken ses indhugget i en granitstenkvader Skælskørs vartegn: En stiv sjællandsk alen og et skæppemål.
Ved en udgravning i 1930 langs fundamentet på kirkens sydside blev der fundet mange mønter, 230 stk. nedlagt ca. 1310. Mønterne opbevares nu på Nationalmuseet.

## Galleri
- Skælsør Havn med kirken i baggrunden.
- Skælskørs vartegn.
- Orgel og kirkeskib.
- Prædikestol.
- Døbefont.
- Alter.